# Grotenberge (helling)
De Grotenberge is een helling in de Vlaamse Ardennen bij Zottegem. Eertijds was de helling een kasseiweg, later werd het een asfaltweg. De helling is vernoemd naar het dorp Grotenberge, waar de weg loopt.

## Wielrennen
De helling is meermaals opgenomen geweest in de Ronde van Vlaanderen, van 1961 tot en met 1964, in 2001 en in 2004.
In de periode 1961-1964 was de helling steeds de zesde en laatste klim van de dag na de Kasteeldreef, daarna ging het naar de finish in Wetteren.
In 2001 was de klim de vierde helling na de Molenberg en voor de Kluisberg.
In 2004 was de klim de eerste van de dag, voor de Rekelberg en de Molenberg.
De Grotenberge is 9 maal (1958, 1959, 1965-1968, 1974, 1996, 2008) opgenomen in de Omloop Het Volk.
De Grotenberge is ook meermaals opgenomen geweest in de Driedaagse van De Panne-Koksijde. De Grotenberge wordt ook bedwongen tijdens de Egmont Cycling Race.
In 2024 wordt de helling opgenomen in het Belgisch kampioenschap wielrennen voor heren elite met contract.
De helling is als afdaling ook opgenomen in de gele lus van de recreatieve fietsroute Ronde van Vlaanderenroute.